# Хедрик (Ајова)
Хедрик (енгл. Hedrick) град је у америчкој савезној држави Ајова. По попису становништва из 2010. у њему је живело 764 становника.

## Демографија
Према попису становништва из 2010. у граду је живело 764 становника, што је -73 (-8.7%) становника више него 2000. године.
| Група             | 2000.       | 2010.       |
| Белци             | 822 (98,2%) | 740 (96,9%) |
| Афроамериканци    | 0 (0,0%)    | 9 (1,2%)    |
| Азијати           | 0 (0,0%)    | 0 (0,0%)    |
| Хиспаноамериканци | 7 (0,8%)    | 11 (1,4%)   |
| Укупно            | 837         | 764         |